# جائزة البرازيل الكبرى 1983
جائزة البرازيل الكبرى 1983 هو سباق فورمولا 1 أقيم بتاريخ 13 مارس 1983 في ريو دي جانيرو. كان الأول من أصل 15 في بطولة العالم لسباقات الفورمولا واحد موسم 1983. حلّ البرازيلي نيلسون بيكيه أولا.